# Fonds-des-Nègres
Fonds-des-Nègres, in creolo haitiano Fondènèg, è un comune di Haiti facente parte dell'arrondissement di Miragoâne nel dipartimento di Nippes.